# 織田親行
織田 親行（おだ ちかゆき）は、鎌倉時代後期の武将。父は親基。子に行廣。蒲生郡津田に所領を得た。現在の広江にあたる。